# Émile Rumeau
Émile Rumeau, né le 23 décembre 1878 à Port-Saïd (Égypte) et mort le 8 juillet 1943 à Paris, est un tireur sportif français. 

## Carrière
Émile Rumeau, membre du club parisien de l'Étoile des Ternes, participe à deux éditions des Jeux olympiques d'été.
Aux Jeux olympiques de 1920 se tenant à Anvers, il remporte la médaille d'argent dans l'épreuve de rifle libre, couché à 300 m par équipes. En 1924 à Paris, il remporte la médaille d'argent dans l'épreuve de rifle libre par équipes.